# Simão Rodrigues (pintor)
Simão Rodrigues (Alcácer do Sal, c. 1560 - 1629) foi um pintor português do período maneirista.
Nascido em Alcácer do Sal, em 1583 encontrava-se radicado em Lisboa. Em 1595 pintou o conjunto retabular da capela-mor da Igreja de São Domingos de Elvas, actualmente no museu da cidade. Por essa época trabalhou em Azambuja e realizou, em conjunto com Fernão Gomes, o retábulo da Sé de Portalegre.

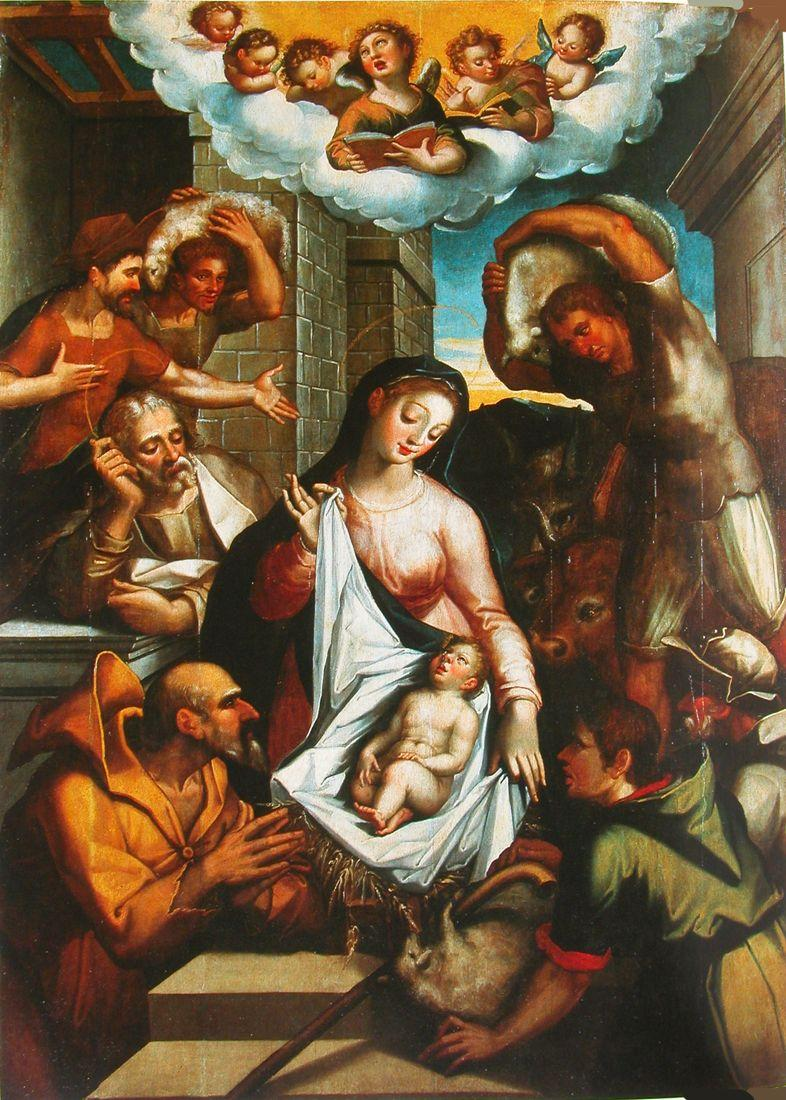
Adoração dos pastores (c. 1595) no Museu Municipal de Elvas.

Realizou várias obras em Coimbra a partir de 1597. A mais importante foi o retábulo principal da igreja do Colégio do Carmo da cidade, considerado um dos mais importantes do maneirismo português. Ainda em Coimbra colaborou com Domingos Vieira Serrão em obras para a Sé Velha, Mosteiro de Santa Cruz e para a capela da Universidade de Coimbra.
Entre 1600 e 1610 trabalhou para o Mosteiro dos Jerónimos, em Lisboa, para o qual realizou uma série de painéis sobre a vida de Jerônimo de Estridão para a sacristia do mosteiro. Em 1602, Simão Rodrigues foi um dos membros fundadores da Irmandade de São Lucas, que congregava os pintores lisboetas. Também foi membro da Santa Casa de Misericórdia da mesma cidade.